# Felicia Eriksson
Felicia Agneta Eriksson, född 5 oktober 2001 i Stockholm, är en svensk sångerska. Hon har tidigare gestaltat Fröken Snusk, en rollfigur skapad av Rasmus Gozzi, ett samarbete som avslutades i april 2025. Sedan maj 2025 fortsätter Eriksson, som fortfarande väljer att dölja sitt ansikte med hjälp av ett svart ansiktsskydd, sin karriär som sångerska, denna gång under artistnamnet "F".
Innan sin musikkarriär studerade hon vid handels- och administrationsprogrammet på en gymnasieskola i Stockholmsområdet, samt arbetade inom restaurang- och anläggningskoncernen Sabis och även som telefonförsäljare. Sedan 2024 driver hon det egna företaget Tinis Consulting AB.

## Karriär
Erikssons genombrott som Fröken Snusk kom i september 2022, då Rasmus Gozzi (med hjälp av hennes sång som Fröken Snusk) släppte låten "Rid mig som en dalahäst", som fick över 20 miljoner strömningar på musikströmningstjänsten Spotify och blev den mest spelade låten i Sverige. År 2023 släppte hon tillsammans med gangsterrapparen 1.Cuz låten "Trakten till epan". I december samma år deltog hon även i årets upplaga av Musikhjälpen.

### Melodifestivalen 2024
Fröken Snusk, då gestaltad av Eriksson, deltog i Melodifestivalen 2024 med bidraget "Unga & fria", som innan den ens framförts i tävlingen redan hade hunnit få stor uppmärksamhet på TikTok. Hon medverkade i den andra deltävlingen, som sändes från Göteborg den 10 februari. Där kom hon på fjärde plats och gick vidare till finalkval i Karlstad den 2 mars. I finalkvalet kom hon på tredje plats och gick inte vidare till finalen.

### Masked Singer 2024
Våren 2024 deltog Fröken Snusk, gestaltad av Eriksson, i den fjärde säsongen av Masked Singer på TV4, där hon var utklädd till karaktären "Kameleonten". Hon tog sig där hela vägen till finalen, där hon, efter att ha slagit ut "Skelettet" (Hanna Ardéhn) och "Pandorna" (Markoolio), vann hela säsongen.